# Erythrococca
Erythrococca Benth. es un género de plantas con flores perteneciente a la familia Euphorbiaceae. Comprende 55 especies descritas, la mayoría nativas de África, con cuatro especies en Sudáfrica.

## Taxonomía
El género fue descrito por George Bentham y publicado en Niger Flora 506. 1849. La especie tipo es: Erythrococca aculeata Benth.

## Especies seleccionadas
- Erythrococca anomala
- Erythrococca berberidea
- Erythrococca bongensis
- Erythrococca natalensis
- Erythrococca oleracea
- Erythrococca sanjensis
- Erythrococca trichogyne

etc.